# Вишеградська бойова група
Вишеградська бойова група або V4 EU Battlegroup — бойова група ЄС під керівництвом Польщі, в якій беруть участь інші країни Вишеградської групи — Чехія, Словаччина та Угорщина. Членом групи також є Україна.

## Склад та обладнання
Бойова група у 2016 році складалася з близько 3700 військовослужбовців
| Польща     | 1 870 | Основні сили                                                                  |
| Чехія      | 728   | Логісти, вертолітна частина, група радіоелектронної боротьби, медична частина |
| Угорщина   | 640   | Сапери, підрозділ цивільно-військового співробітництва                        |
| Словаччина | 460   | Підрозділ захисту від зброї масового ураження                                 |
| Україна    | 19    |                                                                               |